# Geolycosa
Geolycosa is een geslacht van spinnen uit de familie wolfspinnen (Lycosidae).
Er zijn ongeveer 80 soorten die wereldwijd voorkomen. Ook in Europa komen soorten voor maar niet in Nederland en België. Geolycosa- soorten leven ondergronds.

## Soorten
De volgende soorten zijn bij het geslacht ingedeeld:
- Geolycosa aballicola (Strand, 1906)
- Geolycosa albimarginata (Badcock, 1932)
- Geolycosa altera Roewer, 1955
- Geolycosa appetens Roewer, 1960
- Geolycosa ashantica (Strand, 1916)
- Geolycosa atroscopulata Roewer, 1955
- Geolycosa atrosellata Roewer, 1960
- Geolycosa bridarollii (Mello-Leitão, 1945)
- Geolycosa buyebalana Roewer, 1960
- Geolycosa carli (Reimoser, 1934)
- Geolycosa conspersa (Thorell, 1877)
- Geolycosa cyrenaica (Simon, 1908)
- Geolycosa diffusa Roewer, 1960
- Geolycosa disposita Roewer, 1960
- Geolycosa diversa Roewer, 1960
- Geolycosa domifex (Hancock, 1899)
- Geolycosa dunini Zyuzin & Logunov, 2000
- Geolycosa egena (L. Koch, 1877)
- Geolycosa escambiensis Wallace, 1942
- Geolycosa excussa (Tullgren, 1905)
- Geolycosa fatifera (Hentz, 1842)
- Geolycosa festina (L. Koch, 1877)
- Geolycosa flavichelis Roewer, 1955
- Geolycosa forsaythi (Dahl, 1908)
- Geolycosa gaerdesi Roewer, 1960
- Geolycosa gofensis (Strand, 1906)
- Geolycosa gosoga (Chamberlin, 1925)
- Geolycosa habilis Roewer, 1960
- Geolycosa hectoria (Pocock, 1900)
- Geolycosa hubbelli Wallace, 1942
- Geolycosa hyltonscottae (Mello-Leitão, 1941)
- Geolycosa iaffa (Strand, 1913)
- Geolycosa impudica (Mello-Leitão, 1944)
- Geolycosa incertula (Mello-Leitão, 1941)
- Geolycosa infensa (L. Koch, 1877)
- Geolycosa insulata (Mello-Leitão, 1944)
- Geolycosa ituricola (Strand, 1913)
- Geolycosa katekeana Roewer, 1960
- Geolycosa kijabica (Strand, 1916)
- Geolycosa lancearia (Mello-Leitão, 1940)
- Geolycosa latifrons Montgomery, 1904
- Geolycosa liberiana Roewer, 1960
- Geolycosa lindneri (Karsch, 1879)
- Geolycosa lusingana (Roewer, 1959)
- Geolycosa micanopy Wallace, 1942
- Geolycosa minor (Simon, 1910)
- Geolycosa missouriensis (Banks, 1895)
- Geolycosa natalensis Roewer, 1960
- Geolycosa nolotthensis (Simon, 1910)
- Geolycosa nossibeensis (Strand, 1907)
- Geolycosa ornatipes (Bryant, 1935)
- Geolycosa patellonigra Wallace, 1942
- Geolycosa pikei (Marx, 1881)
- Geolycosa rafaelana (Chamberlin, 1928)
- Geolycosa raptatorides (Strand, 1909)
- Geolycosa riograndae Wallace, 1942
- Geolycosa rogersi Wallace, 1942
- Geolycosa rubrotaeniata (Keyserling, 1877)
- Geolycosa rufibarbis (Mello-Leitão, 1947)
- Geolycosa sangilia (Roewer, 1955)
- Geolycosa sanogastensis (Mello-Leitão, 1941)
- Geolycosa schulzi (Dahl, 1908)
- Geolycosa sexmaculata Roewer, 1960
- Geolycosa shinkuluna Roewer, 1960
- Geolycosa suahela (Strand, 1913)
- Geolycosa subvittata (Pocock, 1900)
- Geolycosa tangana (Roewer, 1959)
- Geolycosa ternetzi (Mello-Leitão, 1939)
- Geolycosa timorensis (Thorell, 1881)
- Geolycosa togonia Roewer, 1960
- Geolycosa turricola (Treat, 1880)
- Geolycosa uinticolens (Chamberlin, 1936)
- Geolycosa urbana (O. P.-Cambridge, 1876)
  - Geolycosa urbana hova (Strand, 1907)
- Geolycosa uruguayaca (Strand, 1909)
- Geolycosa vultuosa (C. L. Koch, 1838)
- Geolycosa wrighti (Emerton, 1912)
- Geolycosa xera McCrone, 1963
  - Geolycosa xera archboldi McCrone, 1963